# Suzanne Saperstein
Suzanne Saperstein, född Carlstrand 1961 i Avesta, Dalarna, är en svensk affärskvinna och dokusåpadeltagare. Under en flygresa träffade hon den då gifte amerikanske mångmiljardären och tvåbarnspappan David Saperstein. Paret gifte sig efter hans skilsmässa och fick tre barn, men skilde sig 2006
Saperstein har tidigare medverkat i den andra säsongen av Svenska Hollywoodfruar samt i TV3:s programserie 45 minuter med Renee Nyberg, där hon berättade om sitt exklusiva liv i Holmby Hills i Los Angeles..